# Lulu (cantora)
Lulu, OBE (nascida Marie McDonald McLaughlin Lawrie, Glasgow, 3 de dezembro de 1948) é uma cantora escocesa, mais conhecida por seu sucesso internacional "To Sir, With Love".
Nasceu em 3 de novembro de 1948 em Glasgow, e alçou à fama aos 15 anos com sua versão de "Shout". Sua banda de apoio era chamada The Luvers, mas depois de mais alguns sucessos emplacados no Reino Unido, Lulu passou a seguir carreira solo.
Em 1966 estreou como atriz com o filme To Sir, with Love, com Sidney Poitier. Lulu obteve grande sucesso com a faixa título do filme, chegando ao primeiro lugar das paradas norte-americanas. Enquanto isso, continuava sua carreira de cantora, participando de vários programas de TV e do Festival Eurovisão da Canção, em 1969, onde interpretou a música Boom Bang-a-Bang e conquistou o primeiro lugar junto a outras três cantoras: a francesa Frida Boccara, a holandesa Lenny Kuhr e a espanhola Salomé.
No mesmo ano, Lulu casou-se com Maurice Gibb, um dos Bee Gees. Suas carreiras musicais, entretanto, levaram ao divórcio pouco tempo depois, em 1973. Apesar de sua carreira de cantora não ter ido muito longe, continuou atuando, mantendo sua popularidade no Reino Unido.
Em 1974, Lulu interpretou a faixa título do filme The Man with the Golden Gun (br: 007 contra o Homem com a Pistola de Ouro / pt: 007 - O Homem da Pistola Dourada)
Em 2000 Lulu foi condecorada com a Ordem do Império Britânico. Em 2003 lançou uma autobiografia, Don't Wanna Fight No More, nome inspirado em uma canção de sucesso que ela compôs para Tina Turner.
Em 2004 Lulu lançou o álbum Back on Track, seguindo em turnê pelo Reino Unido para celebrar seus 40 anos de carreira.

## Filmografia
- Gonks Go Beat (1965)
- To Sir, with Love (1967)
- Cucumber Castle (1970)
- The Cherry Picker (1972)
- Alice (1982) (dublagem)
- To Sir, with Love II (1996)
- Whatever Happened to Harold Smith? (1999)